# Rosslandsguden

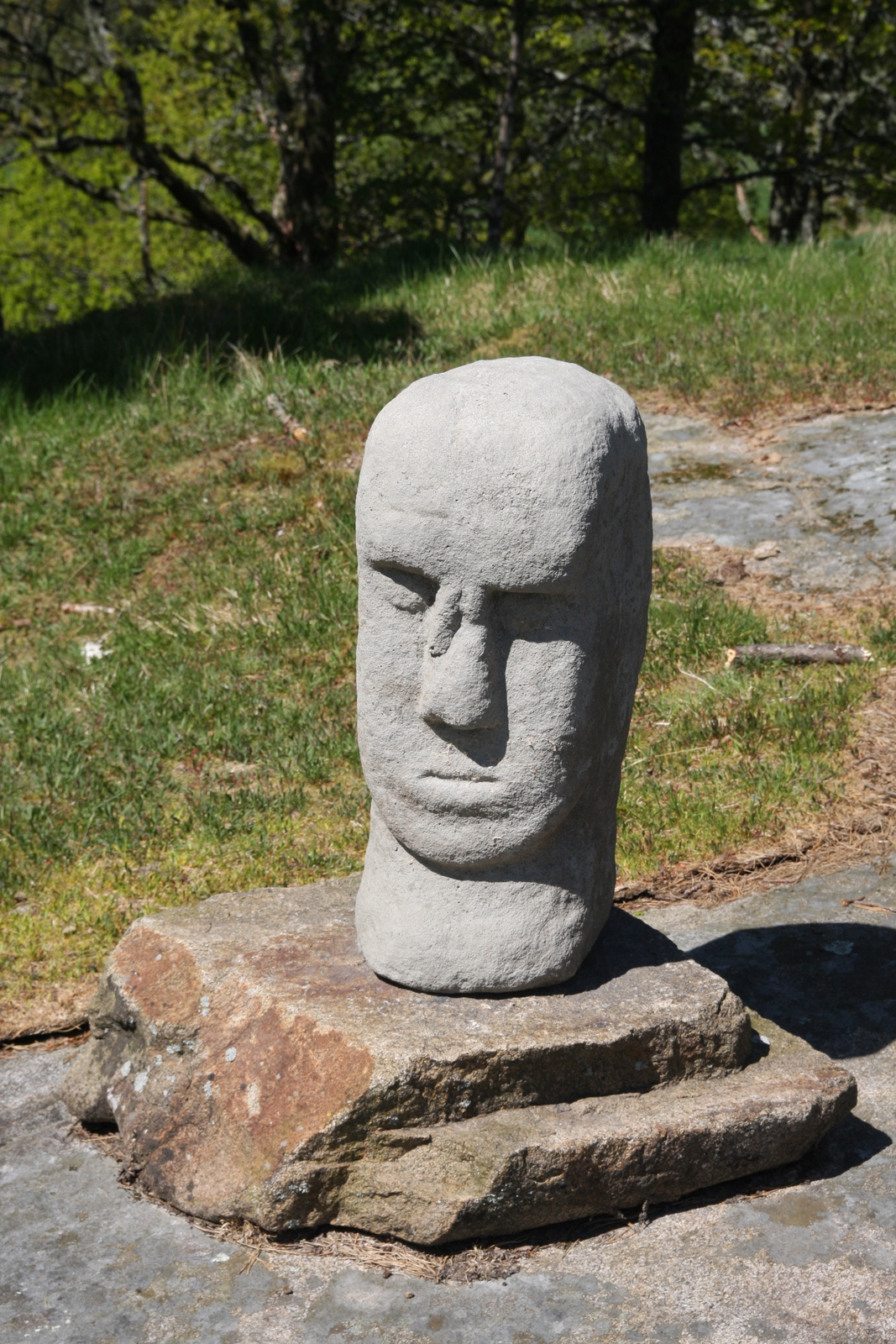
Rosslandsguden

Der Rosslandsguden (deutsch Rosslandgott) ist ein 61 cm hoher Steinkopf aus lokalem Labradorit, der im frühen 18. Jahrhundert in einer Mauer in Rossland bei Egersund in der Fylke Rogaland in Norwegen gefunden wurde. Der Rossland-Gott ist der einzige seiner Art in Norwegen. Heute steht er im Dalane Folkemuseum in Egersund. Eine Replik befindet sich in Rossland.
Es gab Diskussionen darüber, ob der Kopf eine Fälschung ist. Die Archäologen kamen zu dem Schluss, dass er wahrscheinlich authentisch ist und aus der Eisenzeit stammt. Der Fundort ist reich an archäologischen Funden. Andere Relikte und Ortsnamen bezeugen, dass es in Rossland in der Eisenzeit ein Zentrum für einen Fruchtbarkeitskult gab.
Es wird angenommen, dass der Rossland-Gott mit der Verehrung von Freyr (norwegisch Frøy) in Verbindung stand. Seine Nase wurde beschädigt, wahrscheinlich um ihn „unschädlich“ zu machen. Die in der Nähe gefundenen Steintröge können rituellen Zwecken gedient haben. Der Name Rossland kann von dem altnordischen Wort für Pferd „Hross“ abgeleitet werden. Teil des Frøy-Kultes waren Pferdeopfer. Nach isländischen Historikern wurde das Blut der Pferde in Opfergefäßen gesammelt und zur Färbung des Altars verwendet.

## Heidenaltar
In Haugen gibt es auch eine altarartige Steinstruktur, die als prähistorische Opferstätte interpretiert wurde. Die Einheimischen nennen es den Fußhocker oder den Altar. Über die Funktion und das Alter des Altars herrscht Uneinigkeit, aber Ortsnamen und andere Funde in dem Gebiet deuten darauf hin, dass dies eine Opferstätte in der Eisenzeit war.
Der Bautastein Gygro steht in der Nähe von Rossland.